# Буланже, Марсель
Марсель Жак Буланже (фр. Marcel Jacques Boulenger; 9 сентября 1873, VIII округ Парижа, Париж — 21 мая 1932, Шантийи) — французский журналист, литературный критик, романист. Известен и как фехтовальщик, бронзовый призёр летних Олимпийских игр 1900.

## Биография
Родился 9 сентября 1873 года в VIII округе Парижа.
В 1880-х годах во время учёбы в лицее Кондорсе Жак Буланже входил в литературный «кружок Кондорсе», где познакомился с Марселем Прустом, Фернаном Грегом, Робером де Флером и другими будущими известными литераторами. Впоследствии, став удачливым журналистом, создателем нескольких романизированных «автобиографий» вымышленных лиц и стилизованной сказки «Яйца», которую выдавал за произведение Шарля Перро, не раз писал о книгах Пруста критические статьи и состоял в переписке с писателем; одно из писем Пруста к Буланже хранится в Отделе рукописей Российской государственной библиотеки.
Марсель Буланже один из первых ввёл в литературу тему спорта, в 1903 году была опубликована его спортивная книга «Сорок фехтовальщиков».
Вместе с Габриэле д’Аннунцио стремился к сближению Франции и Италии.
Умер 21 мая 1932 года в Шантийи.

#### Семья
Младший брат — писатель Жак Буланже (1879—1944).

## Спортивные достижения
На летних Олимпийских играх 1900 в Париже Марсель Буланже соревновался только в состязании на рапире. Он прошёл первый раунд, четвертьфинал и полуфинал, и по результатам заключительных встреч занял третье место, став бронзовым призёром Игр. Также участвовал в конкурсе искусств на Олимпийских играх 1912 года в категории "литература", но его произведение наград не получило.